# Walter Warlimont
Walter Warlimont (Osnabrück, 3 ottobre 1894 – Kreuth, 9 ottobre 1976) è stato un generale tedesco, fu uno dei principali ufficiali del Comando Supremo delle Forze Armate tedesche (OKW) nel corso della seconda guerra mondiale.

## Prima guerra mondiale
Poco prima dello scoppio della prima guerra mondiale, Warlimont ottenne il suo primo incarico nell'Esercito tedesco, come Leutnant (Sottotenente) nel 10º reggimento di artiglieria prussiano, con sede di Alsazia. Durante il conflitto, prese parte agli scontri sul fronte occidentale e su quello italiano come ufficiale di artiglieria.

## Tra le due guerre
Al termine della guerra, Warlimont entrò a fare parte della Reichswehr, il nuovo esercito della Repubblica di Weimar. Nel 1922 fu assegnato al 6º reggimento di artiglieria, mentre nel 1926, promosso Hauptmann, fu assegnato allo Stato maggiore dell'Esercito, con il ruolo di secondo assistente del Capo di Stato Maggiore.
Nel maggio 1929, Warlimont fu inviato negli Stati Uniti per studiare le teorie di mobilitazione industriale messe a punto in quel paese. Grazie all'esperienza maturata in questo viaggio, al suo ritorno in patria Warlimont fu assegnato alla sezione dello Stato maggiore generale che si occupava di studiare gli aspetti economici e industriali della guerra.
Il 17 luglio 1936 iniziò la sollevazione delle forze nazionaliste spagnole, che avrebbe di lì a poco portato allo scoppio della Guerra civile spagnola. Il 22 luglio Hitler ricevette il generale Francisco Franco, cui garantì supporto logistico e militare. Nelle settimane successive a questi incontri furono disposti i piani per l'invio di quindicimila volontari a supporto di Franco. Nel settembre 1936, Warlimont, da poco promosso Oberstleutnant, fu inviato in Spagna come coordinatore del teatro operativo per lo Stato Maggiore e ufficiale di collegamento con il comando di Franco. Fu sua l'idea di concentrare le truppe volontarie tedesche in un'unità denominata Legione Condor.
Nel 1937 Warlimont si mise in luce per la pubblicazione del Memorandum Warlimont, un memoriale in cui l'ufficiale indicava la necessità di riorganizzare la struttura di comando delle Forze Armate tedesche sotto un unico Comando supremo, direttamente guidato dal Führer. Questo piano doveva portare all'ampliamento della struttura e delle funzioni dell'OKW, ma rimase largamente inatteso per le resistenze degli alti ufficiali tedeschi. Nel 1938, comunque, Warlimont fu promosso al grado Oberst e assegnato all'OKW in qualità di vice capo dell'Ufficio Comando e Operazioni, direttamente sotto il comando del generale Alfred Jodl.

## Seconda guerra mondiale
Nella sua posizione di vice capo dell'Ufficio Comando e Operazioni, Warlimont ebbe modo di partecipare alla pianificazione strategica e operativa di tutto lo sforzo bellico tedesco. Fu, infatti, personalmente coinvolto nella definizione di molti piani di guerra e delle direttive dell'OKW. Tra queste ultime bisogna anche ricordare anche il famoso Ordine dei Commissari, che prevedeva l'eliminazione fisica di tutti i Commissari Politici dell'Armata rossa catturati dalla Wehrmacht durante l'invasione dell'Unione Sovietica: l'ordine venne firmato da Warlimont su autorizzazione del Feldmaresciallo Wilhelm Keitel, comandante dell'OKW.
Come ufficiale di Stato Maggiore Generale Warlimont non partecipò direttamente a operazioni militari; tuttavia ciò non lo ostacolò nella sua rapida carriera all'interno della Wehrmacht: nel 1940 fu promosso Generalmajor, nel 1941 Generalleutnant e infine nel 1944 General der Artillerie.
Durante l'attentato a Hitler del 20 luglio 1944 rimase ferito, subendo una lieve commozione cerebrale. Ciononostante, in quello stesso giorno contattò il Feldmaresciallo Günther von Kluge, allora Comandante della Wehrmacht sul fronte occidentale, per comunicargli che Hitler era vivo; questa telefonata convinse von Kluge a non schierarsi a favore dei congiurati.
A seguito di aggravarsi delle condizioni di salute fu costretto  a richiedere di essere esonerato dal suo incarico nell'OKW il 5 agosto del 1944. Collocato a riposo nella riserva ufficiali, attese la fine della guerra nel maggio del 1945.

## Dopo la guerra
Fatto prigioniero dagli Alleati, Warlimont fu processato e condannato per crimini di guerra. Nel 1957 beneficiò di un'amnistia e fu liberato, dedicandosi così alla pubblicazione delle sue memorie. Morì il 9 ottobre 1976.